# کمندان (هرند)
کمندان ، روستایی از توابع بخش جلگه شهرستان اصفهان در استان اصفهان ایران است.

## جمعیت
این روستا در دهستان امامزاده عبدالعزیز قرار دارد و براساس سرشماری مرکز آمار ایران در سال ۱۳۹۵، جمعیت آن ۴۰۰نفر (۱۰۰خانوار) بوده‌است.

## اماکن مذهبی
این روستا دارای دو مسجد می‌باشد  که یکی به نام مسجد امام حسین است و دیگری به نام مسجد بقیه‌الله است.

## جاذبه های گردشگری
از جاذبه های گردشگری این روستا می‌توان به آسیاب محمد خانم جان و آسیاب ملا سیف اله که قدمت ان به دوره ساسانیان می‌رسد می‌شود اشاره کرد و قرار است به همت  بازسازی شود

## اماکن آموزشی
این روستا دارای سه  مدرسه می‌باشد  که دارای دو دبستان دخترانه نیایش و پسرانه جعفر طیار است و دیگری که توسط خیر مدرسه ساز بنا شده‌است دبیرستان دخترانه می‌باشد.